# Đốt sách chôn nho
Đốt sách chôn Nho (chữ Hán: 焚書坑儒; bính âm: Fénshūkēngrú; Hán-Việt: Phần thư khanh nho) là sự kiện Tần Thủy Hoàng cho đốt bỏ nhiều loại sách vở và chôn sống nhiều nho sĩ, diễn ra vào năm 213-212 TCN. Mục tiêu là để loại bỏ hết các tư tưởng, học thuyết tồn tại trong thời Xuân Thu Chiến Quốc (gọi là Bách gia chư tử), chỉ độc tôn thuyết Pháp gia phục vụ cho sự thống trị của vua chúa nhà Tần.

## Lịch sử
Tần Thủy Hoàng thống nhất lục quốc, không phong đất lập chư hầu để tránh lặp lại chuyện các nước đánh nhau. Có người nước Tề là Thuần Vu Việt lấy chuyện lục khanh chia đất Tấn, họ Điền cướp ngôi Tề để đề xin hoàng đế theo phép xưa mà lập chư hầu trong tông thất làm phên dậu. Lời tâu này bị Lý Tư phản bác. Lý Tư cho rằng chuyện nhiều người lấy chuyện xưa phê phán chuyện nay, lấy cái học riêng của nhà mình mà chê bai pháp luật của nhà vua sẽ khiến uy thế vua giảm sút, bè đảng nổi lên, làm nhiễu loạn thiên hạ. Lý Tư nhân đó xin hủy bỏ hết sách vở của trăm nhà, trừ sách thuốc, sách bói, sách trồng cây. Ai muốn học phải lấy quan lại nhà Tần làm thầy. Ai không nghe thì bị thích chữ và đày đi làm lính.
Thủy Hoàng nghe theo lời của Lý Tư, cho tịch thu hết các sách Kinh thi, Kinh thư, sách của bách gia, chỉ để lại các sách nêu trên, và không cho dùng chuyện xưa để chê bai việc thời nay. Các sách vở của trăm nhà không bị đốt bỏ hoàn toàn mà bản sao vẫn được cho lưu trữ trong tàng thư của triều đình, quan lại nhà Tần vẫn được phép giữ bên mình.  Tuy nhiên sau này khi nhà Tần đổ, cung điện bị quân khởi nghĩa thiêu hủy, nhiều sách vở của Bách gia lưu trữ trong tàng thư cũng chịu chung số phận.
Lý Tư chỉ trích giới trí thức đang dùng dối trá để tạo ra phản loạn. Tần Thủy Hoàng tin vào triết học của Pháp gia và muốn tiêu diệt những triết học khác như Bách Gia Chư Tử hay Nho giáo.
Thêm vào đó, năm 212 TCN, Tần Thủy Hoàng phát hiện ở Hàm Dương có một số nho sinh đã từng bình phẩm về mình liền hạ lệnh bắt đến thẩm vấn. Các nho sinh không chịu nổi tra khảo, lại khai ra thêm một loạt người. Tần Thủy Hoàng hạ lệnh đem tất cả trên 460 nho sinh đó chôn sống ngoài thành Hàm Dương.

## Ảnh hưởng
Sự sụp đổ của nhà Tần thường được cho là do chính sách này. Trong nhà Hán được hình thành sau khi nhà Tần sụp đổ, Nho giáo được phục hồi và trở thành quốc giáo, nhưng nhiều tư tưởng khác đã bị biến mất.
Câu "đốt sách chôn nho" đã trở thành một thành ngữ trong văn học Trung Hoa. Nhà thơ nhà Đường Chương Kiệt (章碣, zhang jié) đã viết một bài thơ có câu:
坑灰未冷山東亂
Khanh hôi vị lãnh Sơn Đông loạn
劉項原來不讀書
Lưu Hạng nguyên lai bất độc thư
Nghĩa là:
Trước khi hầm tro lạnh, Sơn Đông đã nổi loạn
Lưu Bang và Hạng Vũ đều không đọc sách được